# Тендюрек

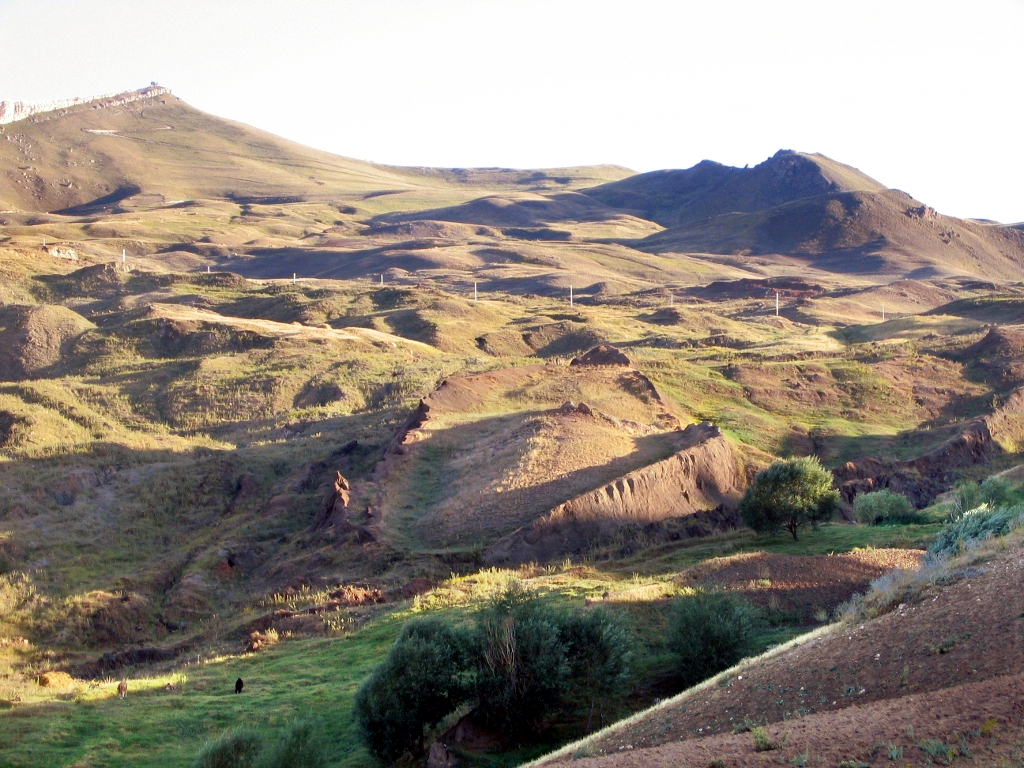
"Ноев ковчег"

Тендюрек (тур. Tendürek Dağı, арм. Թոնդրակ) — щитовой стратовулкан в 50 км юго-западнее Большого Арарата на границе ила Агры и Ван, Турция.

## География
Достигает высоты 3533 м. С восточной стороны находится перевал Тендюрек (2644 м), через него проходит трасса D 975 Ыгдыр - Хаккяри (город).

## Геология и вулканизм
Высота 3533 м. Зона субдукции — 25 км. На щите три вершинных кратера: Тендюрек, Цехением Тепе и Гулизар Тепе. Треугольная вершина в направлении восток-запад, довольно хорошо сохранившаяся, к северу переходит в кальдеру дугообразной формы. На южной стороне кальдера имеет 2 два вулканических конуса. Более высокий западный конус имеет крутую форму, сложенный трахитами. На восточной вершине имеется кратерное озеро маарного типа диаметром 500 м, в котором присутствуют сольфатары.  После формирования окончательной кальдеры многочисленные извержения происходили из вулканических трещин в направлении север — юг, создавая вязкие трахитовые купола и потоки лавы, а также текучие базальтовые потоки, которые простираются на 10-20 км к северу и югу. Последняя активность сформировала два основных базальтовых потока лавы из больших конусов на северо-восточном и юго-восточных склонах. Одно из первых извержений на юго-восточном склоне около 2500 лет назад. Последнее извержение в 1855 году собой представляло выход вулканического газа и пепла.

## Иное
Одно из скальных образований, по словам турецкого летчика Ильхама Дурупинара, пролетавшего над этой местностью в 1957 году, напоминает Ноев ковчег  — 39°26′26″ с. ш. 44°14′04″ в. д..   Позже исследованием данного феномена занимался американский врач-анестезиолог Рон Уайетт, который после нескольких экспедиций пришёл к выводу, что данное образование — окаменелости Ноева ковчега. Большинство профессиональных археологов не воспринимают эти утверждения серьёзно. Тем не менее, в 1987 году совместно с администрацией района в этом месте был построен небольшой туристический центр  — 39°26′34″ с. ш. 44°14′01″ в. д..
Исторически район горы Тендюрек известен как район зарождения антицерковного движения тондракийцев.